# Feliks Konopasek
Feliks Konopasek (ur. 22 maja 1860 w Czerniowcach, zm. 28 lipca 1930 w Ryglicach w powiecie tarnowskim) – polski kompozytor, dyrygent i pedagog.

## Życiorys
Studiował fortepian pod kierunkiem Rudolfa Strobla i kompozycję u Zygmunta Noskowskiego w Warszawskim Instytucie Muzycznym. Był dyrygentem chórów i zespołów instrumentalnych w Warszawie. Zajmował się też pracą pedagogiczną. Do jego uczniów należał m.in. Zbigniew Drzewiecki.
Działał w Sekcji im. Stanisława Moniuszki Warszawskiego Towarzystwa Muzycznego jako kustosz pamiątek po Stanisławie Moniuszce. Redagował także wyciągi fortepianowe z dzieł scenicznych Moniuszki, m.in. Verbum nobile i Nowy Don Kiszot, czyli sto szaleństw.
Skomponował wiele utworów chóralnych, kameralnych i fortepianowych. Był autorem harmonizacji hymnu państwowego, zatwierdzonej okólnikiem Ministerstwa Wyznań Religijnych i Oświecenia Publicznego z dnia 2 kwietnia 1927.
W 1930 odznaczony Złotym Krzyżem Zasługi.

## Wybrane kompozycje
- Bajka „Dzieci i żaby” na chór męski
- „Hasła” na 4-głosowy chór męski
- Sonata fis-moll na skrzypce i fortepian